# Liste der Baudenkmale in Jördenstorf
In der Liste der Baudenkmale in Jördenstorf sind alle denkmalgeschützten Bauten der Gemeinde Jördenstorf (Mecklenburg-Vorpommern) und ihrer Ortsteile aufgelistet (Stand 10. Februar 2021).

## Legende
In den Spalten befinden sich folgende Informationen:
- ID-Nr: Die Nummer wird von den Denkmalämtern der Landkreise vergeben. Wenn sie nicht bekannt ist, bleibt die Spalte leer. In dieser Spalte kann sich zusätzlich das Wort Wikidata befinden, der entsprechende Link führt zu Angaben zu diesem Denkmal bei Wikidata.
- Lage: die Adresse des Denkmales und die geographischen Koordinaten.
Link zu einem Kartenansichtstool, um Koordinaten zu setzen. In der Kartenansicht sind Denkmale ohne Koordinaten mit einem roten bzw. orangen Marker dargestellt und können in der Karte gesetzt werden. Denkmale ohne Bild sind mit einem blauen bzw. roten Marker gekennzeichnet, Denkmale mit Bild mit einem grünen bzw. orangen Marker.
- Bezeichnung: Bezeichnung, so wie sie in den offiziellen Listen der Denkmalämter steht. Ein Link hinter der Bezeichnung führt zum Wikipedia-Artikel über das Denkmal. Wenn die Bezeichnung der Denkmalämter inhaltlich fehlerhaft ist, ist in der Spalte „Beschreibung“ darauf hinzuweisen.
- Beschreibung: Beschreibung des Denkmales
- Bild: ein Bild des Denkmales und gegebenenfalls einen Link zu weiteren Fotos des Denkmals im Medienarchiv Wikimedia Commons

## Baudenkmale nach Ortsteilen

### Jördenstorf
| ID   | Lage                         | Bezeichnung                                        | Beschreibung | Bild           |
| ---- | ---------------------------- | -------------------------------------------------- | ------------ | -------------- |
| 0784 | Altkalerner Straße 2 (Karte) | Wohnhaus                                           |              |                |
| 0785 | Alte Dorfstraße 13 (Karte)   | Wohnhaus mit Gaststätte und Saal                   |              |                |
| 0786 | Alte Dorfstraße 3 (Karte)    | Friedhof mit zwei Toren und Kriegerdenkmal 1914/18 |              |                |
| 0787 | Alte Dorfstraße 3 (Karte)    | Kirche                                             |              | Weitere Bilder |
| 0788 | Teterower Straße 10 (Karte)  | Pfarrhaus                                          |              |                |

### Klein Markow
| ID   | Lage | Bezeichnung                      | Beschreibung | Bild |
| ---- | ---- | -------------------------------- | ------------ | ---- |
| 0797 |      | Göpel (Fachwerkbau mit Rohrdach) |              |      |

### Klenz
| ID   | Lage                  | Bezeichnung | Beschreibung | Bild |
| ---- | --------------------- | --- | --- | ---- |
| 0804 | Dorfstraße 31 (Karte) | Gutsanlage mit Gutshaus, Rasenparterre, 2 Scheunen, zwei Stallspeichern, Kuhstall, Eiskeller, Stellmacherei und Schmiede, Wirtschaftsgebäude mit mittiger Durchfahrt und Einfriedung (Pfeiler) | Sanierter, 2-gesch., 13-achs. Backsteinbau von nach 1872 mit Walmdach und Mittelrisalit; Gut der Familien Levetzow (400 Jahre vor 1796), Graf von Hahn (ab 1796), Israel Jacobson (nach 1816) und von Treuenfels (1872–1945). |      |
| 0805 | Dorfstraße 38 (Karte) | Wohnhaus | |      |

### Schrödershof
| ID   | Lage | Bezeichnung                    | Beschreibung | Bild |
| ---- | ---- | ------------------------------ | ------------ | ---- |
| 0906 |      | Stall mit Speicher und Scheune |              |      |

## Quelle
Denkmalliste des Landkreises Rostock A ‐ Z (Stand: 10. Februar 2021; PDF, 497 KB)